# Polikliniek
Een polikliniek is een afdeling in een ziekenhuis waar mensen terechtkunnen voor een medische consultatie of kleine behandeling door een arts. Hierbij is geen opname in het ziekenhuis voorzien. De arts kan daarbij gebruikmaken van de uitgebreidere (technische en administratieve) voorzieningen van een ziekenhuis.
Het woord polikliniek komt van het Griekse pólis (stad) en klīnikós (heelmeester), dus eigenlijk „stadspraktijk”.

## Themapolikliniek
Steeds meer ziekenhuizen zetten themapoliklinieken op. Dat zijn poliklinieken gericht op bepaalde kwalen of afwijkingen. Men streeft ernaar alle benodigde onderzoeken zo veel mogelijk op dezelfde dag te verrichten, zodat de patiënt minder vaak naar het ziekenhuis hoeft te komen. Indien mogelijk, wordt ook de behandeling op diezelfde dag gedaan.
Voorbeelden van themapoliklinieken zijn: spatadercentra, borstcentra, cataractcentra, orthopedische centra, pijnpolikliniek, stomapolikliniek, enzovoort. Veel ziekenhuizen vermelden op hun website welke themapoliklinieken ze hebben.

## Buitenpoli
In Nederland hebben verschillende ziekenhuizen poliklinieken die niet op een van de ziekenhuislocaties zijn gevestigd. Degelijke buitenpoli's (buitenpoliklinieken) verkleinen de afstand van de patiënten tot veelvoorkomende 'eenvoudige' specialistische onderzoeken en handelingen. Uiteraard vergroten dergelijke instellingen in veel gevallen ook het gebied dat door het ziekenhuis kan worden bediend, wat het ziekenhuis dus meer geld oplevert. Het komt daarom regelmatig voor dat zo'n buitenpoli wordt geopend om met nabijgelegen ziekenhuizen te concurreren.
Men vindt buitenpoli's soms op locaties waar een ziekenhuis is opgeheven. Zo bleef in Enkhuizen bij de opheffing van het Snouck van Loosen-ziekenhuis in 1976 de polikliniek behouden als onderdeel van het in Hoorn gevestigde Sint-Jansgasthuis. Dit 'experiment' vond navolging in Harlingen, waar het ziekenhuis Oranjeoord werd opgeheven en tot een polikliniek van het Medisch Centrum Leeuwarden werd omgevormd.